# Joaquim Galera
Pour les articles homonymes, voir Galera.
Galera  Magdelano est un nom espagnol. Le premier nom de famille, en général paternel, est Galera ; le second, en général maternel, souvent omis, est Magdelano.
Joaquim Galera Magdelano (né le 25 mars 1940 à Bahoul et mort le 14 avril 2025) est un coureur cycliste espagnol.

## Biographie

### Famille
Son frère cadet Manuel, également cycliste professionnel, est mort accidentellement sur le Tour d'Andalousie en 1972.

## Palmarès
- 1964
  -  Champion d'Espagne de la montagne
  - Subida a Arrate
  - 3eb étape du Tour de France (contre-la-montre par équipes)
  - 3e de la Subida a Urkiola
  - 3e du Gran Premio de la Bicicleta Eibarresa
- 1965
  - 16e étape du Tour de France
  - Subida al Naranco
  - Tour des vallées minières
  - 3e du championnat d'Espagne de la montagne
  - 3e de l'Escalade de Montjuïc
- 1966
  - 3e du GP Llodio
  - 3e du GP Vizcaya
- 1967
  - 3e étape du Tour de La Rioja
  - 1rea étape de l'Escalade de Montjuïc
  - 2e de l'Escalade de Montjuïc
- 1968
  - Subida a Urkiola
  - 3e de l'Escalade de Montjuïc
  - 7e du Tour de Romandie
- 1969
  - 2e étape du Gran Premio de la Bicicleta Eibarresa
  - 5e du Tour de Suisse
- 1970
  - 5e étape du Tour d'Andalousie
  - Subida a Arrate
  - 2e de la Klasika Primavera
  - 2e des Trois Jours de Leganés
  - 3e du Tour du Levant
  - 8e du Tour d'Espagne
- 1971
  - 2e des Trois Jours de Leganés
  - 3e du Tour de Cantabrie

## Résultats sur les grands tours

### Tour de France
4 participations :
- 1964 : 17e, vainqueur de la 3eb étape (contre-la-montre par équipes)
- 1965 : 37e, vainqueur de la 16e étape, 3e du classement de la montagne
- 1966 : 15e, 2e du classement de la montagne
- 1969 : 11e, 3e du classement de la montagne

### Tour d'Espagne
3 participations :
- 1965 : 16e
- 1967 : non-partant (5e étape)
- 1970 : 8e
- 1971 : 34e

### Tour d'Italie
2 participations :
- 1968 : 15e déclassé
- 1970 : abandon